# Avlsregister
Et avlsregister er et register over dyr (for eksempel hunde), der ved prøver og udstillinger har vist sig berettigede til brug i avlen.
| Naturvidenskab | Spire Denne naturvidenskabsartikel er en spire som bør udbygges. Du er velkommen til at hjælpe Wikipedia ved at udvide den. |